# Vuelta a Colombia 1974
La 24.ª edición de la Vuelta a Colombia tuvo lugar entre el 21 de mayo y el 2 de junio de 1974. El ganador inicial de la vuelta, fue ciclista Álvaro Pachón, pero éste fue descalificado por la Federación Colombiana de Ciclismo (FCC) luego de que se comprobara el uso de estimulantes durante la carrera. Ante la descalificación de Pachón, el segundo clasificado, el boyacense Miguel Samacá del equipo Licorera de Cundinamarca  fue declarado como campeón de la Vuelta, siendo esta su segunda victoria en la clasificación general de esta competencia. El tiempo empleado por Miguel Samacá fue de 40 h, 43 min y 22 s.

## Equipos participantes[3]
| Equipo                                      | Categoría  |
| ------------------------------------------- | ---------- |
| Águila Roja - Valle                         | Aficionado |
| Almacén El Vaquero - Valle                  | Aficionado |
| Bogotá A                                    | Aficionado |
| Boyacá                                      | Aficionado |
| Ciclo Ases                                  | Aficionado |
| Contranal - Nariño                          | Aficionado |
| Extracundi - Cundinamarca                   | Aficionado |
| Fedeciclismo - Argentina                    | Aficionado |
| Fedeciclismo - Chile                        | Aficionado |
| Fedeciclismo - Uruguay                      | Aficionado |
| Fedeciclismo - Venezuela A                  | Aficionado |
| Fedeciclismo - Venezuela B                  | Aficionado |
| Ferretería Reina - Cundinamarca             | Aficionado |
| Intra - Nariño                              | Aficionado |
| Licorera de Cundinamarca                    | Aficionado |
| Ministerio de Obras Públicas - Cundinamarca | Aficionado |
| Mixto A - Cundinamarca                      | Aficionado |
| Mixto B - Cundinamarca                      | Aficionado |
| Mixto Bolívar-Valle-César                   | Aficionado |
| Mixto Boyacá-Antioquia-Cauca                | Aficionado |
| Mixto Cundinamarca-Meta                     | Aficionado |
| Polímeros A - Antioquia                     | Aficionado |
| Polímeros B - Antioquia                     | Aficionado |
| Postobón A - Antioquia                      | Aficionado |
| Postobón B - Antioquia                      | Aficionado |
| Singer A - Cundinamarca                     | Aficionado |
| Singer B - Cundinamarca                     | Aficionado |

## Etapas
| Etapa      | Fecha      | Recorrido                  | Distancia (km)       | Ganador                                | Líder                                |                      |
| ---------- | ---------- | -------------------------- | -------------------- | -------------------------------------- | ------------------------------------ | -------------------- |
| 1.ª etapa  | 21 de mayo | Santa Marta - Barranquilla | 112                  | Jaime Galeano                          | Jaime Galeano                        |                      |
| 2.ª etapa  | 22 de mayo | Barranquilla - Cartagena   | 143                  | Jaime Galeano                          | Jaime Galeano                        |                      |
| 3.ª etapa  | 23 de mayo | Arjona - Sincelejo         | 165                  | Helí Forero Tolosa                     | Hernán Donneys                       |                      |
| 4.ª etapa  | 24 de mayo | Sincelejo - Montería       | 122                  | Alfonso Flórez Ortiz                   | Hernán Donneys                       |                      |
| 5.ª etapa  | 25 de mayo | Yarumal - Medellín         | 120                  | Jorge Eliécer González                 | Ramiro Castro                        |                      |
|            | 26 de mayo | Descanso en Medellín       | Descanso en Medellín | Descanso en Medellín                   | Descanso en Medellín                 | Descanso en Medellín |
| 6.ª etapa  | 27 de mayo | Medellín - Riosucio        | 153                  | Alfonso Flórez Ortiz                   | Álvaro Pachón Morales José Munevar   |                      |
| 7.ª etapa  | 28 de mayo | Riosucio - Pereira         | 112                  | Julio Alberto Ayala                    | Álvaro Pachón Morales José Munevar   |                      |
| 8.ª etapa  | 29 de mayo | Obando - Cali              | 169                  | Rubert Sanmartín                       | Álvaro Pachón Morales José Munevar   |                      |
| 9.ª etapa  | 30 de mayo | Cali - Palmira             | 30 (CRI)             | Álvaro Pachón Morales Luis Hernán Díaz | Álvaro Pachón Morales Hernán Donneys |                      |
| 10.ª etapa | 30 de mayo | Palmira - Tuluá            | 74                   | Jorge Correa                           | Álvaro Pachón Morales Hernán Donneys |                      |
| 11.ª etapa | 31 de mayo | Tuluá - Pereira - Armenia  | 162                  | Rubert Sanmartín                       | Álvaro Pachón Morales Hernán Donneys |                      |
| 12.ª etapa | 1 de junio | Armenia - Ibagué           | 90                   | Álvaro Pachón Morales Norberto Cáceres | Álvaro Pachón Morales Miguel Samacá  |                      |
| 13.ª etapa | 2 de junio | Chicoral - Bogotá          | 169                  | Miguel Samacá                          | Álvaro Pachón Morales Miguel Samacá  |                      |

## Clasificaciones finales

### Clasificación general
Los diez primeros en la clasificación general final fueron:
| Clasificación general |                          |                                             |                  |
| Ciclista              | Ciclista                 | Equipo                                      | Tiempo           |
| --------------------- | ------------------------ | ------------------------------------------- | ---------------- |
| DSQ                   | Álvaro Pachón Morales    | Singer A - Cundinamarca                     | 40 h 38 min 29 s |
| 1.º                   | Miguel Samacá            | Licorera de Cundinamarca                    | 40 h 43 min 22 s |
| 2.º                   | Norberto Cáceres         | Ferretería Reina - Cundinamarca             | + 29 s           |
| 3.º                   | Desierto                 | Desierto                                    | Desierto         |
| 4.º                   | Luis Hernán Díaz         | Polímeros A - Antioquia                     | + 8 min 01 s     |
| 5.º                   | Carlos Julio Siachoque   | Polímeros A - Antioquia                     | + 9 min 37 s     |
| 6.º                   | Francisco Ignacio Triana | Ferretería Reina - Cundinamarca             | + 10 min 27 s    |
| 7.º                   | Fabio Navarro            | Singer A - Cundinamarca                     | + 13 min 51 s    |
| 8.º                   | Luis Leonardo Tovar      | Contranal - Nariño                          | + 14 min 26 s    |
| 9.º                   | José Patrocinio Jiménez  | Ministerio de Obras Públicas - Cundinamarca | + 15 min 09 s    |
| 10.º                  | Álvaro Gómez             | Licorera de Cundinamarca                    | + 15 min 30 s    |

DSQ: Descalificado

### Clasificación de la montaña
| Clasificación de la montaña |                         |                                             |        |
| Ciclista                    | Ciclista                | Equipo                                      | Puntos |
| --------------------------- | ----------------------- | ------------------------------------------- | ------ |
| 1.º                         | Norberto Cáceres        | Ferretería Reina - Cundinamarca             | 30     |
| DSQ                         | Álvaro Pachón Morales   | Singer A - Cundinamarca                     | 20     |
| 2.º                         | José Patrocinio Jiménez | Ministerio de Obras Públicas - Cundinamarca | 20     |
| 3.º                         | Segundo Gomajoa Jojoa   | Intra - Nariño                              | 10     |
| 3.º                         | Fabio de Jesús Arias    | Extracundi - Cundinamarca                   | 10     |

### Clasificación de las metas volantes
| Clasificación de las metas volantes |                         |                            |        |
| Ciclista                            | Ciclista                | Equipo                     | Puntos |
| ----------------------------------- | ----------------------- | -------------------------- | ------ |
| 1.º                                 | Jaime Galeano           | Almacén El Vaquero - Valle | 85     |
| 2.º                                 | Héctor Rondán Fernández | Fedeciclismo - Uruguay     | 75     |
| 3.º                                 | Fernando Vera           | Fedeciclismo - Chile       | 55     |

### Clasificación de la regularidad
| Clasificación de la regularidad |                       |                            |        |
| Ciclista                        | Ciclista              | Equipo                     | Puntos |
| ------------------------------- | --------------------- | -------------------------- | ------ |
| DSQ                             | Álvaro Pachón Morales | Singer A - Cundinamarca    | 64     |
| 1.º                             | Rubert Sanmartín      | Almacén El Vaquero - Valle | 50     |
| 2.º                             | Miguel Samacá         | Licorera de Cundinamarca   | 44     |
| 3.º                             | Jaime Galeano         | Almacén El Vaquero - Valle | 42     |

### Clasificación de los novatos
| Clasificación de los novatos |                         |                                             |                  |
| Ciclista                     | Ciclista                | Equipo                                      | Tiempo           |
| ---------------------------- | ----------------------- | ------------------------------------------- | ---------------- |
| 1.º                          | José Patrocinio Jiménez | Ministerio de Obras Públicas - Cundinamarca | 40 h 58 min 31 s |
| 2.º                          | Ramiro Castro           | Mixto Cundinamarca-Meta                     | + 5 min 54 s     |
| 3.º                          | Guillermo León Mejía    | Polímeros A - Antioquia                     | a 14 min 58 s    |

### Clasificación por equipos
| Clasificación por equipos |                                 |                   |
| Equipo                    | Equipo                          | Tiempo            |
| ------------------------- | ------------------------------- | ----------------- |
| 1.º                       | Licorera de Cundinamarca        | 122 h 33 min 59 s |
| 2.º                       | Ferretería Reina - Cundinamarca | + 8 min 37 s      |
| 3.º                       | Polímeros A - Antioquia         | a 21 min 50 s     |